# Festival du chant de marin de Paimpol
 (avril 2021).
 (février 2019).
Le Festival du chant de marin de Paimpol (Gouel kan ar vartoloded en breton) est une grande manifestation musicale et maritime internationale qui a lieu tous les deux ans au port de Paimpol (Côtes-d'Armor).
Dédiée aux chants de marins et aux bateaux anciens de toutes provenances, les vieux gréements, ce rassemblement maritime est créé en 1989. Il prend pour thème à chaque édition un continent ou une région, représentatifs des musiques des mers du monde. Les visiteurs peuvent y découvrir leurs chansons, leurs bateaux et leur gastronomie.
La Fête du chant de marin, organisée par l'association de Paimpolais ADEPAR en 1989 et 1991, (reprise depuis 1997 par une association soutenue par la commune de Paimpol), est renommée Festival du chant de marin en 2007.

## L'esprit du festival

### L'hommage à la tradition orale maritime
Sur tous les bateaux, sous toutes les latitudes, ces chants répondent à la nécessité de rythmer et synchroniser les manœuvres des matelots, à bord et à quai. En mer et dans les bistrots des ports, ils agrémentent les indispensables moments de détente. 
Leur côté « utilitaire » désormais révolu grâce aux progrès de la technique (ou à cause d’eux), les chants de marin viennent enrichir le patrimoine maritime et musical. 
À chaque édition, le festival de Paimpol rend hommage aux marins, dont les chants perdurent par tradition orale, grâce aux collectages réalisés par des bénévoles.

### Fréquence
Depuis 1997, le Festival a lieu tous les deux ans (années impaires).
Le festival de Paimpol établit des liens avec les Fêtes maritimes de Douarnenez ou la Fête des chants de marin de Saint-Jean-Port-Joli au Québec. Il participe à des échanges avec des festivals de musiques actuelles, traditionnelles et du monde. 
Depuis les années 2000, le festival de Paimpol étoffe le paysage culturel breton, aux côtés du Festival interceltique de Lorient, des Tombées de la nuit de Rennes, des Vieilles Charrues de Carhaix, du Bout du Monde de Crozon ou encore des Fêtes de Cornouaille de Quimper.

## Paimpol et le festival

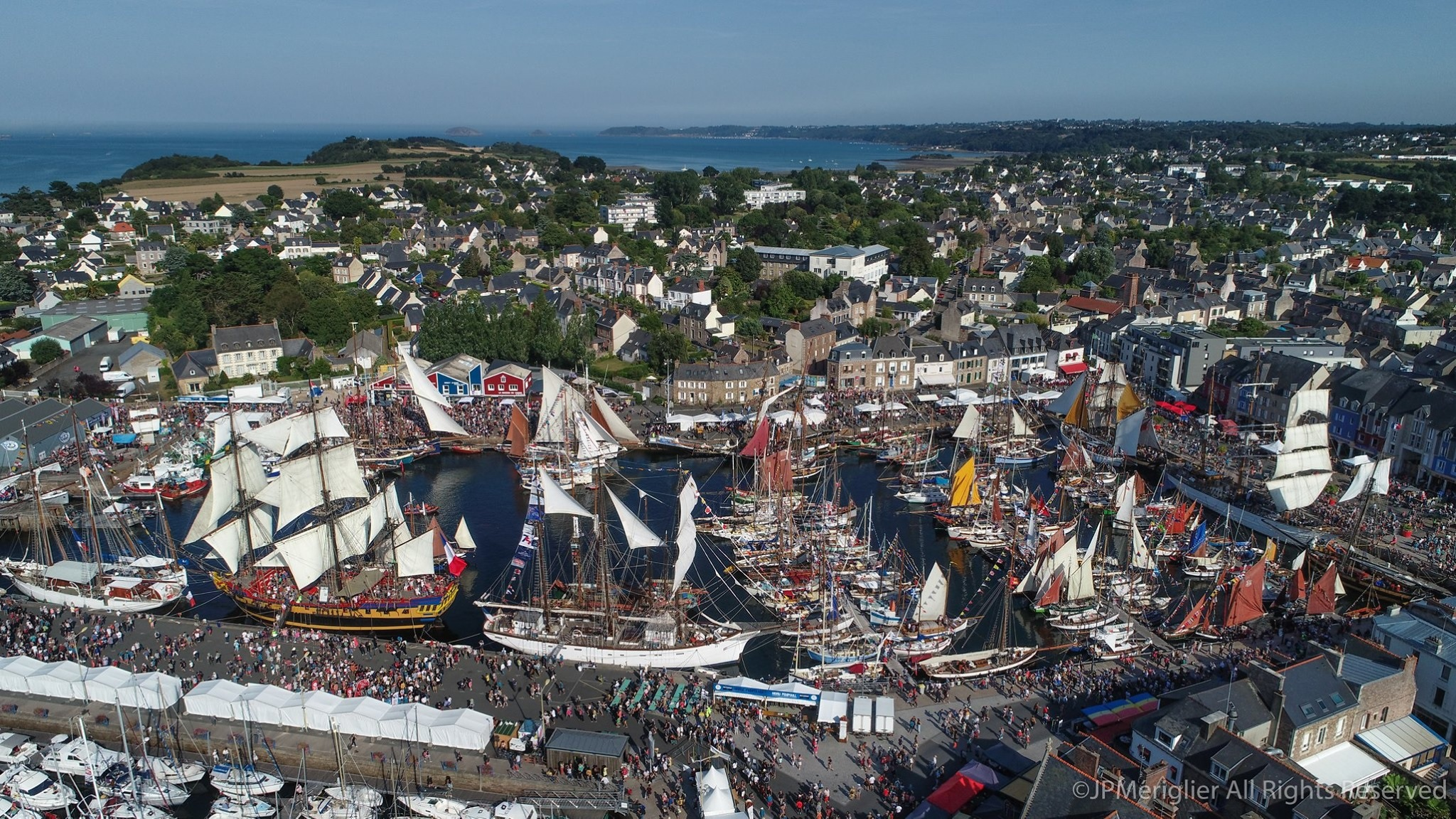
Vue aérienne en 2019

Dès le début du XVe siècle, l’Europe découvre la morue grâce au commerce portugais. La consommation croissante de ce poisson entraîne alors une augmentation considérable des flottilles pour pêcher en haute-mer. Devant l’explosion du secteur, les marins-pêcheurs français sont tenus de payer la dîme au roi de France. En Bretagne, cette redevance est notamment consignée dans les actes de transactions, réalisés entre les moines de l’abbaye de Beauport à Paimpol et les habitants de l’île de Bréhat.
À la fin du XIXe siècle et au début du XXe siècle, Paimpol est connu pour être l’un des principaux ports de la pêche morutière au large de l’Islande. Pour preuve, jusqu’à 80 goélettes, armées chacune de 20 à 25 hommes, y appareillaient chaque année pour aller pêcher cette denrée. Une épopée immortalisée par l’écrivain Pierre Loti et son célèbre Pêcheur d’Islande.
Haut lieu de l’histoire maritime des Côtes-d'Armor, le port de Paimpol bénéficie d’une situation unique au cœur de la ville. Les premiers quais de Paimpol datent de 1842. En 1878, le premier bassin fut, lui, construit avec les pierres de l’ancien château fort de Bréhat. Le deuxième bassin, fut édifié en 1902. Il est actuellement dévolu à la plaisance. À l’époque de sa prospérité, plus de 80 goélettes s’alignaient dans les bassins de Paimpol, permettant de passer d’un quai à l’autre en empruntant les ponts des navires.
Le vieux Paimpol et son petit port de pêche contiennent des maisons à pans de bois, des hôtels particuliers d’armateurs, des artisans d’art, des vêtements marins, des produits locaux…

### Partenaires
Le Festival du chant de marin reçoit des subventions du Conseil départemental des Côtes-d'Armor et du Conseil régional de Bretagne. Il reçoit aussi le soutien financier et logistique de la ville de Paimpol et de Guingamp-Paimpol Agglomération. De plus en plus d’entreprises privées s’intéressent à l’événement en soutenant son action.

### Années 2000

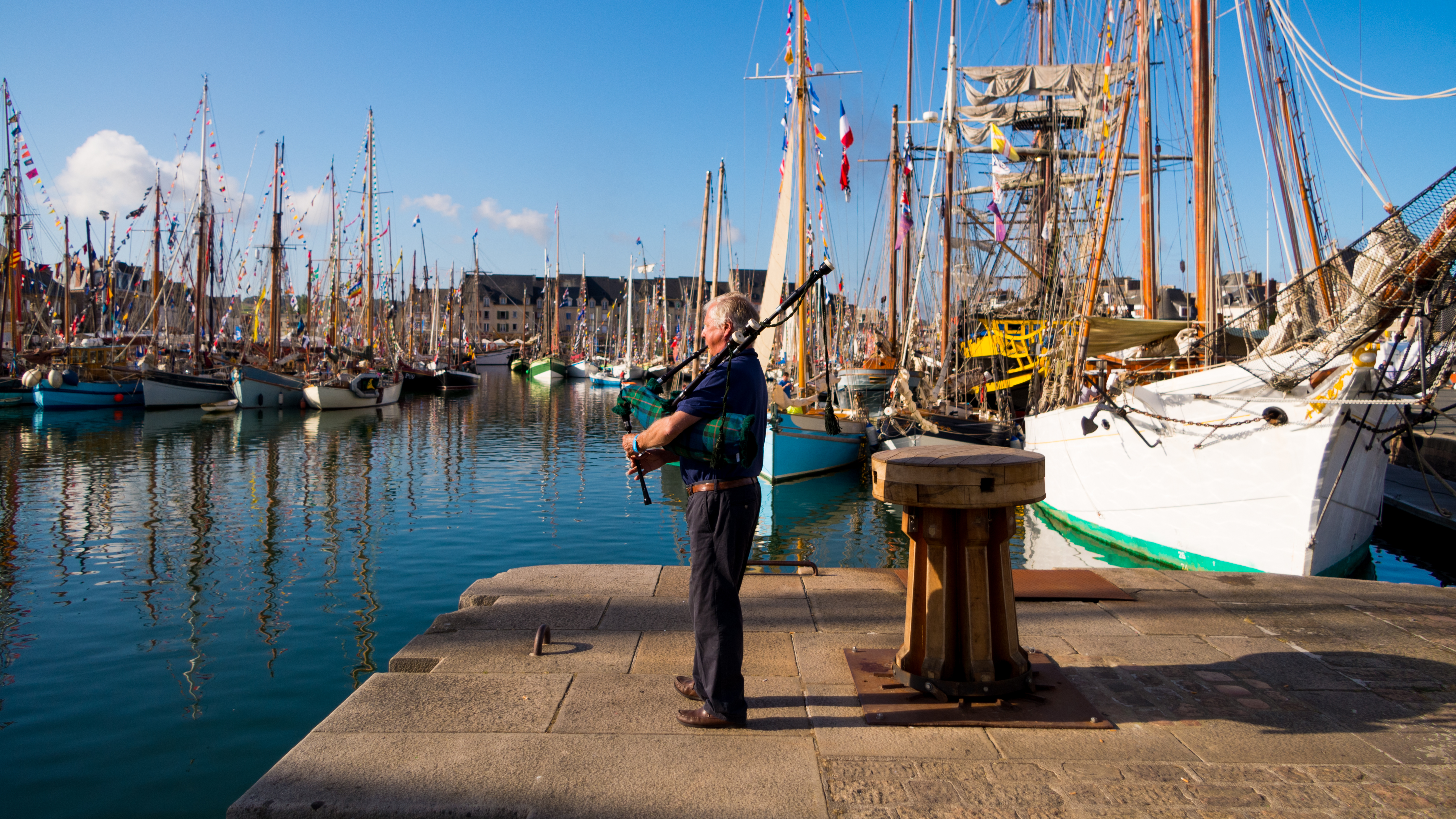
Un homme joue de la cornemuse à côté d'un cabestan, pendant le festival celtique maritime international (Festival du chant de marin).

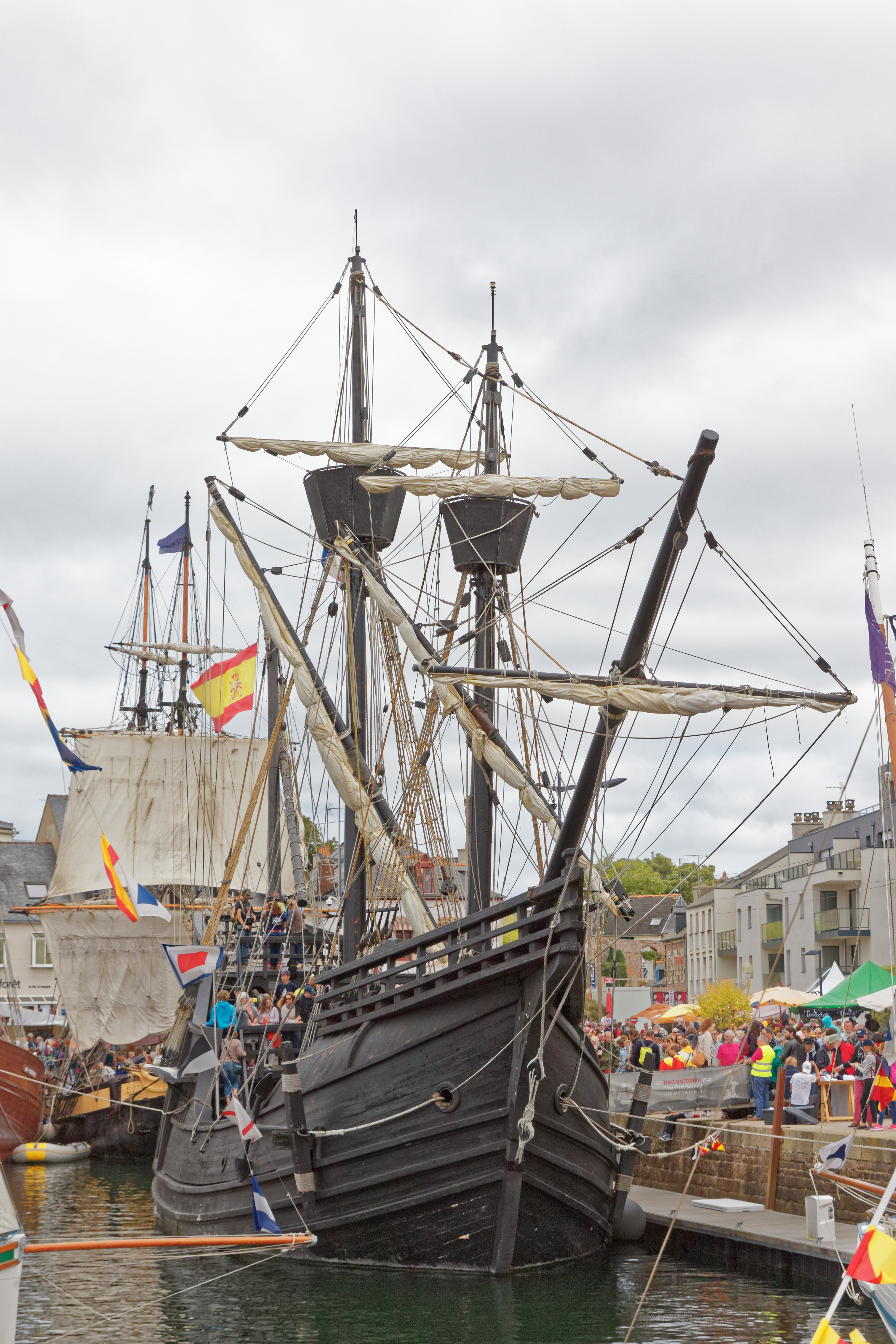
Le Nao Victoria, lors de l'édition 2017 du festival

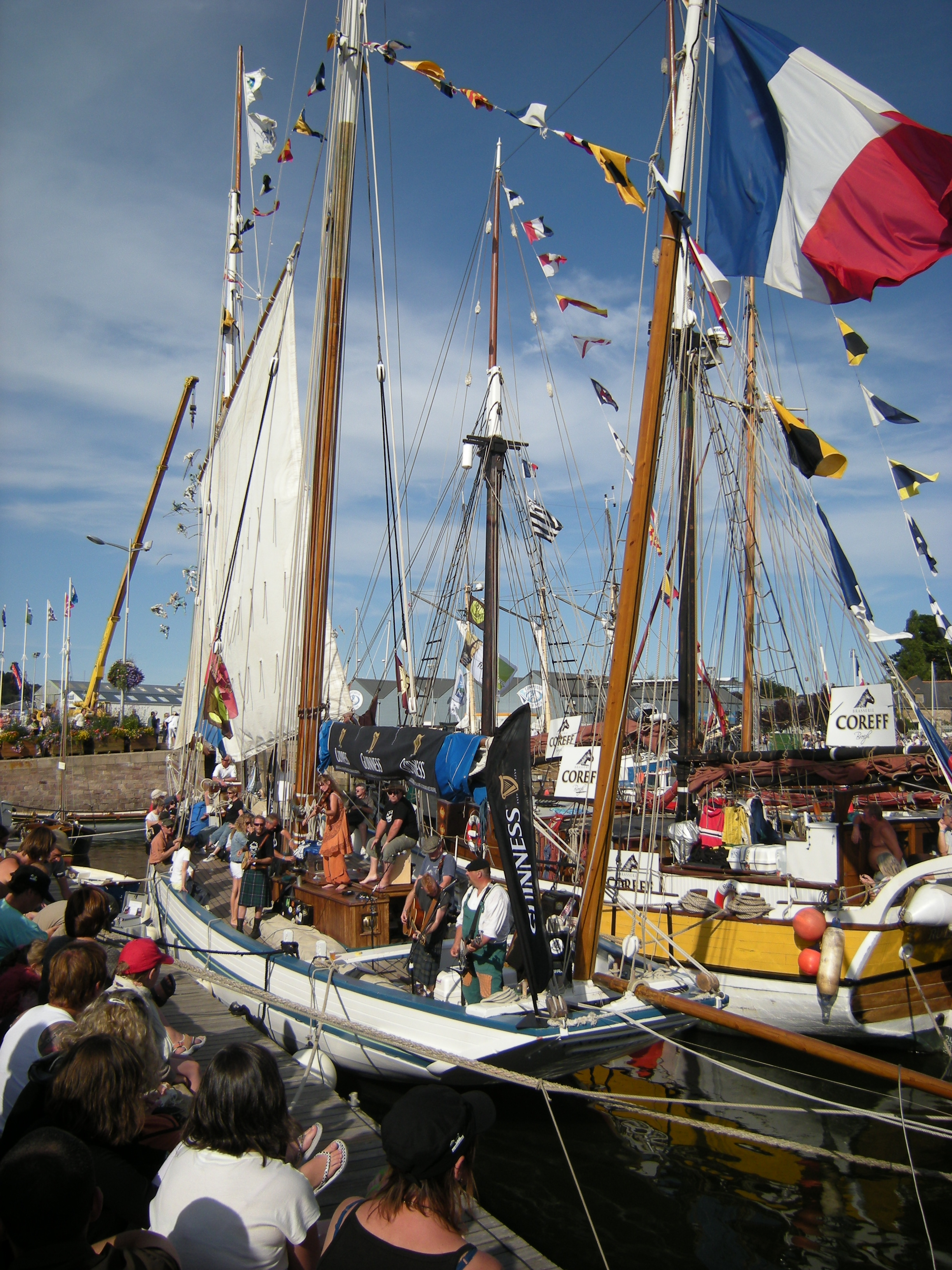

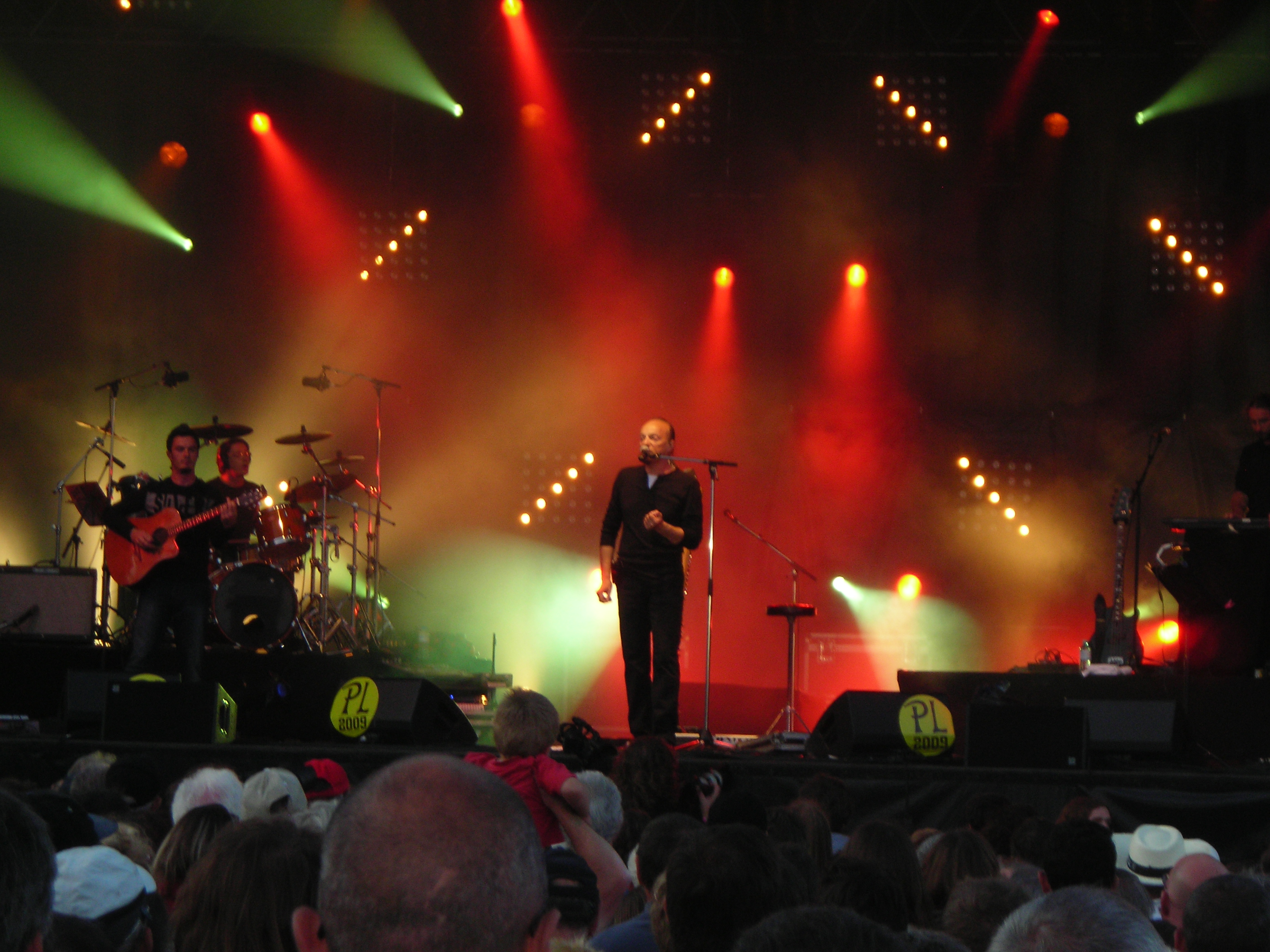
Alan Stivell à Paimpol 2009

### Années 2010

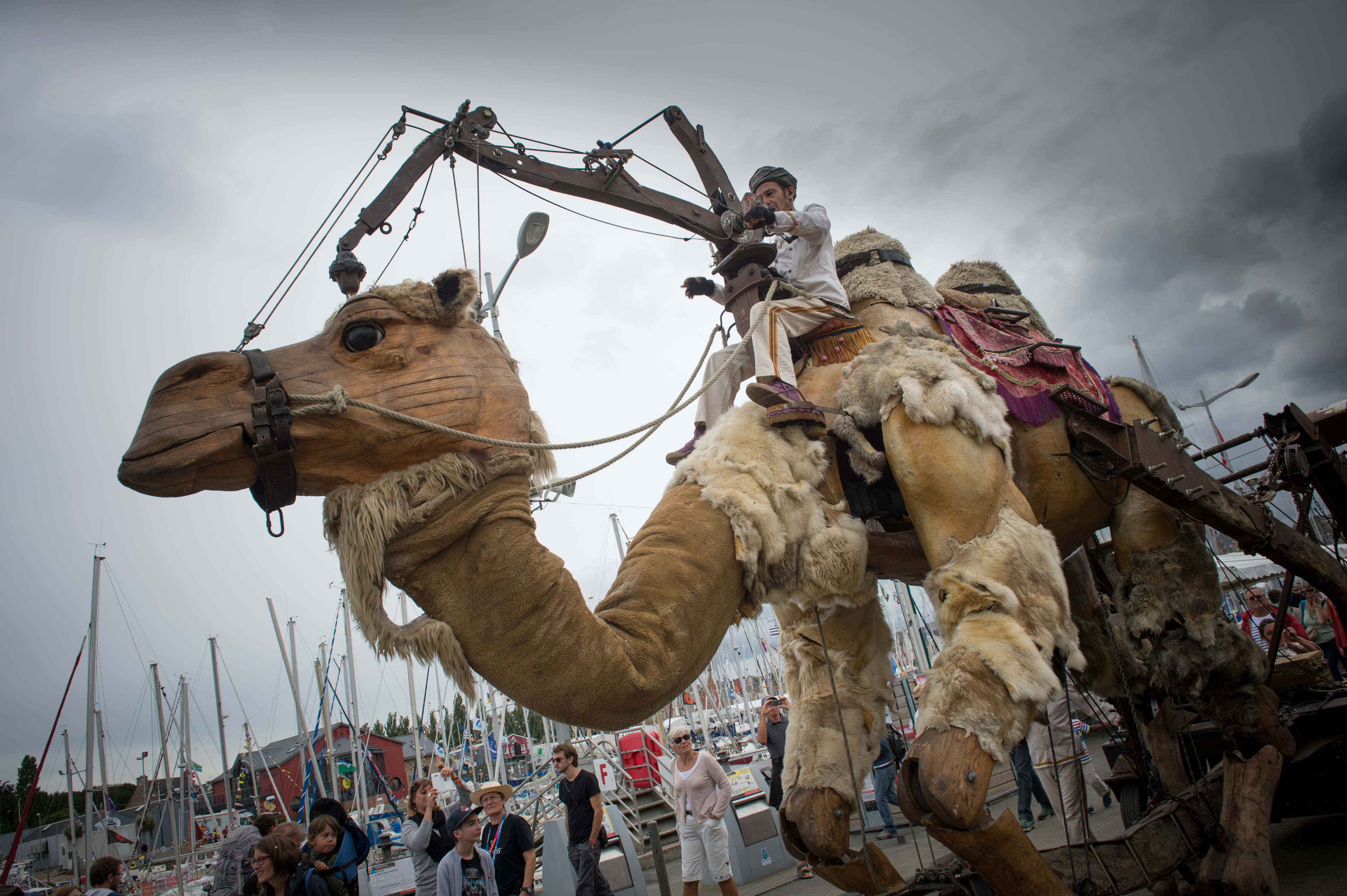
Animation lors de l'édition 2015

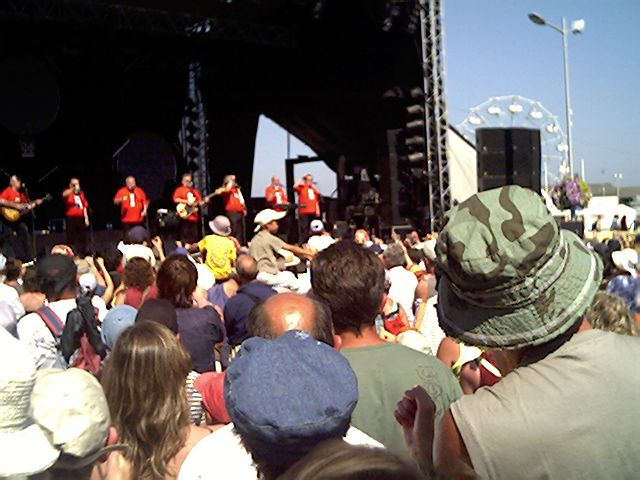
Les Goristes, de Brest-même, réalisent leur dernier concert à Paimpol 2017 (en photo scène Stan Hugill sur le quai Loti en 2007).

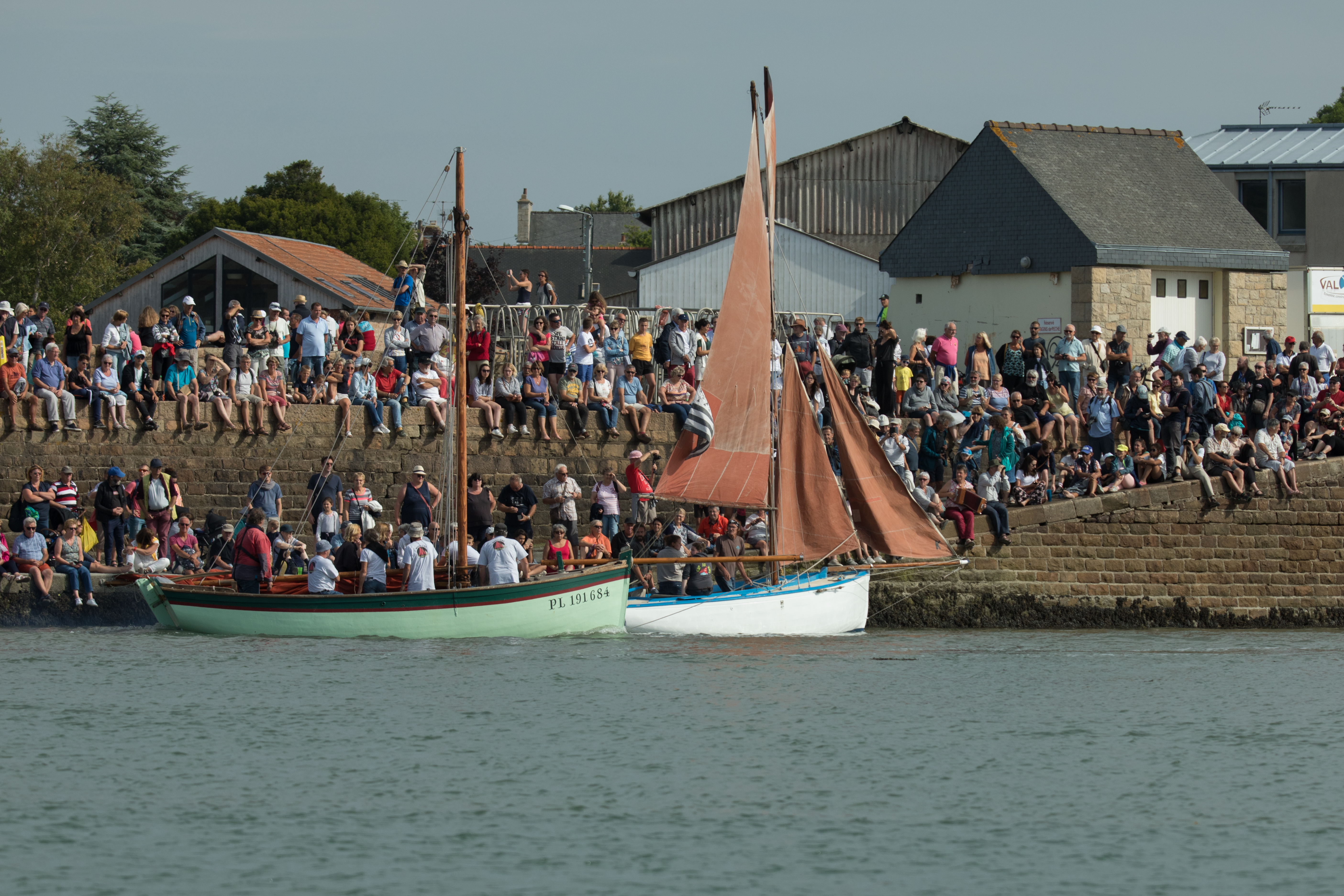
Festivaliers attendant l'arrivée des bateaux dans le port de Paimpol

## Bateaux

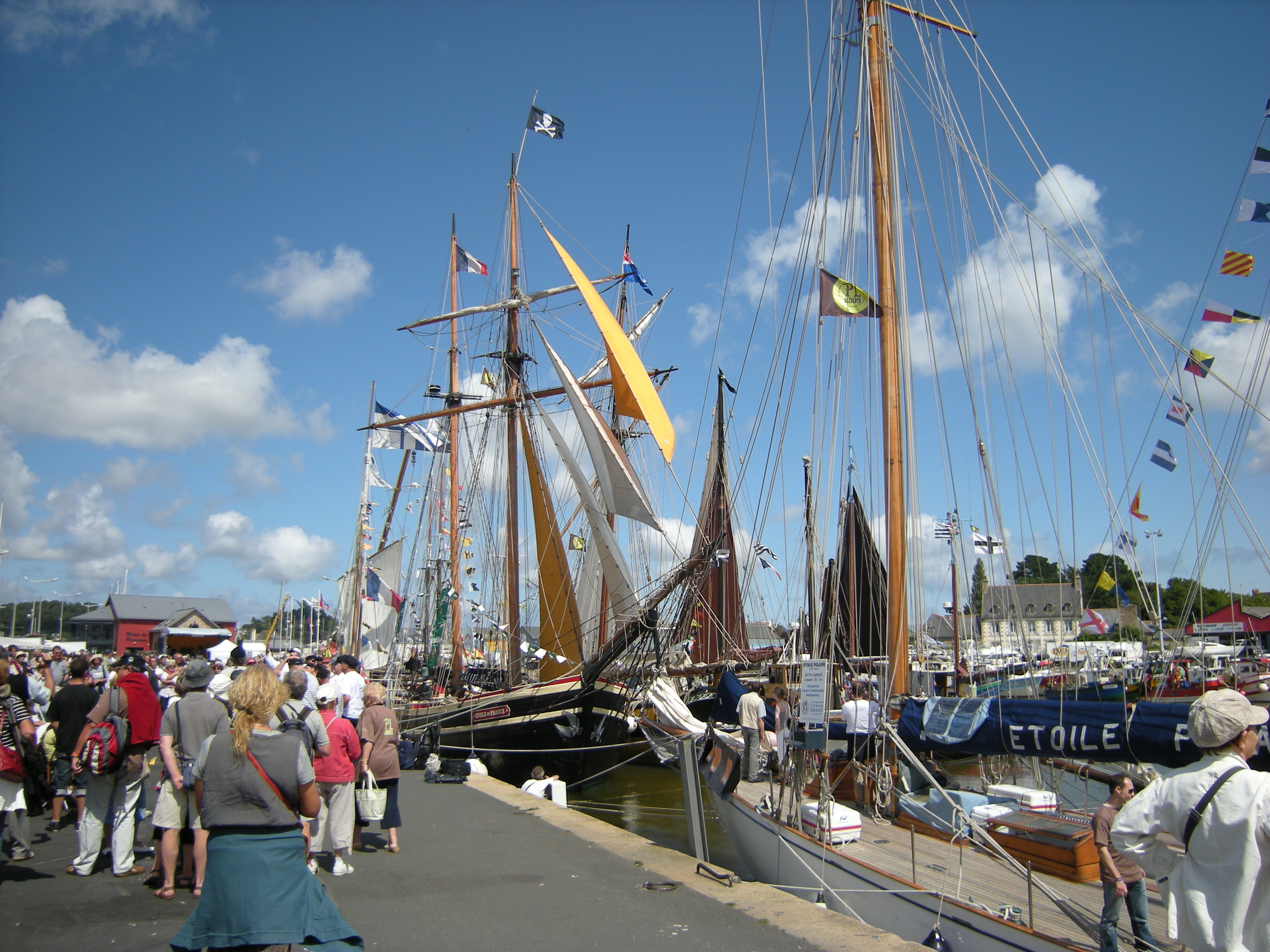
L'Étoile de France au Festival 2009

Le Festival de Paimpol est aussi la fête des gréements traditionnelset du patrimoine maritime. En 2023, près de 200 bateaux étaient amarrés au port pendant les festivités et cinq navires anciens étaient accessibles aux visiteurs. Les équipages participent, la veille du Festival, au « repas des équipages » et chaque matin, au concert de cornes de brume qui annonce le début des festivités.
- Les bateaux bretons : gréements traditionnels de Paimpol et des Côtes-d’Armor, Bisquines de Cancale et de Granville, old gaffers et côtre-corsaire de St-Malo, flambart de Locquémeau, chaloupe de Dahouet. Les voiliers de la Marine Nationale, les coquilliers de la Rade de Brest.
- Les bateaux des côtes de France : de Dunkerque à La Rochelle.
- La flottille des voiles-avirons : tous ceux qui ne peuvent venir que par la route sur remorque. Ils animeront le bassin par leurs manœuvres et leurs évolutions.
- Les bateaux des îles Anglo-Normandes : de proches voisins friands de la Fête.
- Les bateaux de la côte Sud de l’Angleterre.

Les autres bateaux internationaux dont certains voudront faire escale au hasard d’une croisière (les Hollandais, les Allemands, les Irlandais etc.).

## Médias

### Discographie
- 2011 : Le festival du chant de marin, compilation (double CD) Wagram Music
- 2019 : 30 ans Festival du chant de marin - Gouel kan ar vartoloded (compilation Coop Breizh)
- 2013 : Festival du chant de marin 2013, documentaire de Michel Baracetti et Sylvain Ernault (DVD 52 min)
- 2011 : Paimpol 2011 (DVD)